# Vasilij Aleksandrovič Dolgorukov
Vasilij Aleksandrovič Dolgorukov (in russo Василий Александрович Долгоруков?; Karlsruhe, 13 agosto 1868 – Ekaterinburg, 10 luglio 1918) è stato un militare e principe russo.
Fu consigliere dello zar Nicola II di Russia e maresciallo della corte imperiale dal 1914 al 1917. Dopo l'arresto della famiglia imperiale russa, a seguito della rivoluzione di febbraio, accompagnò volontariamente i Romanov in esilio a Carskoe Selo e poi a Tobol'sk. Gli venne impedito di portarsi a Ekaterinburg col resto della famiglia imperiale nell'aprile del 1918, e venne fucilato per ordine dei bolscevichi nel luglio di quello stesso anno.

## Biografia

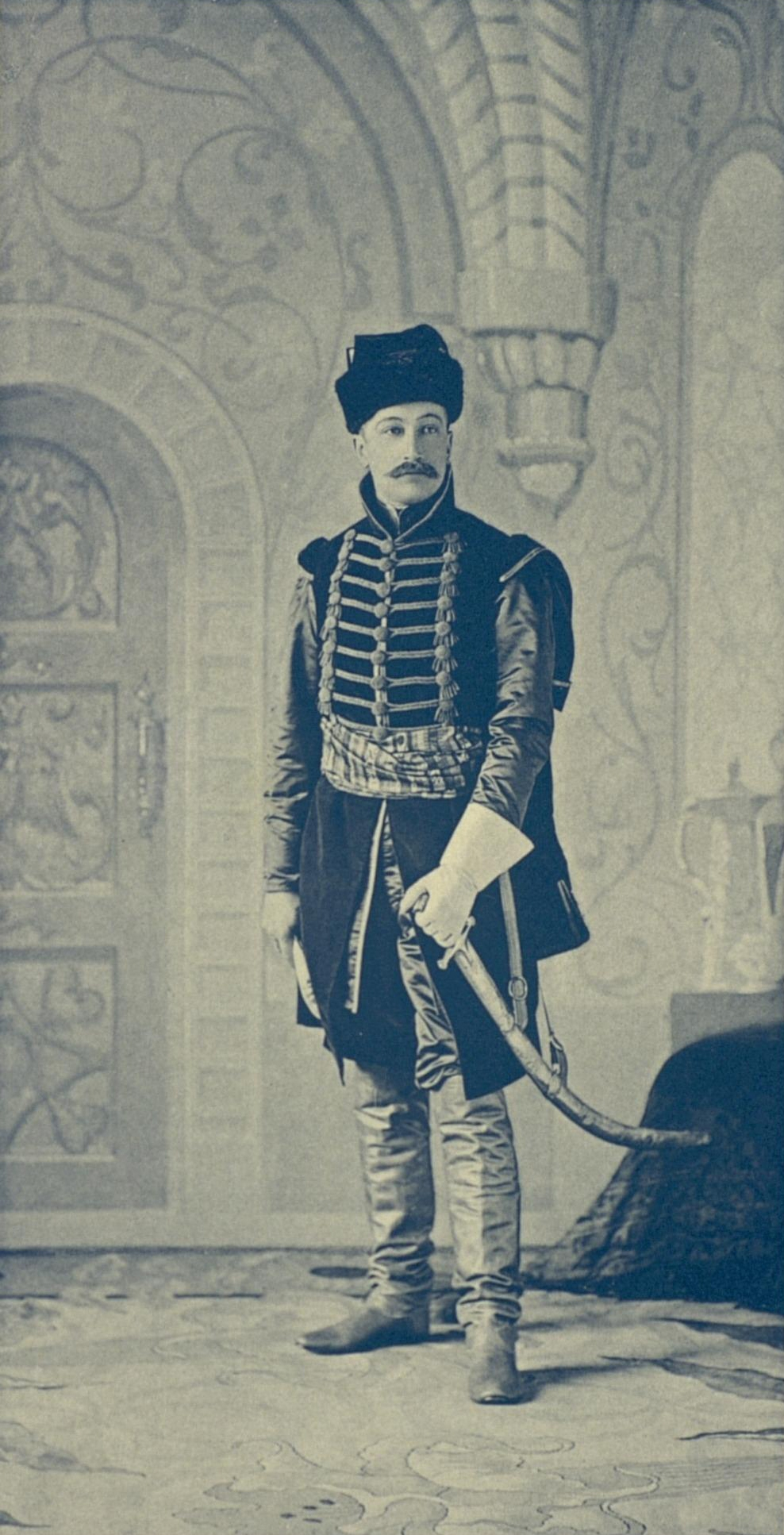
Il principe Dolgorukov in grande uniforme da boiardo in occasione di un ballo di corte nel 1903

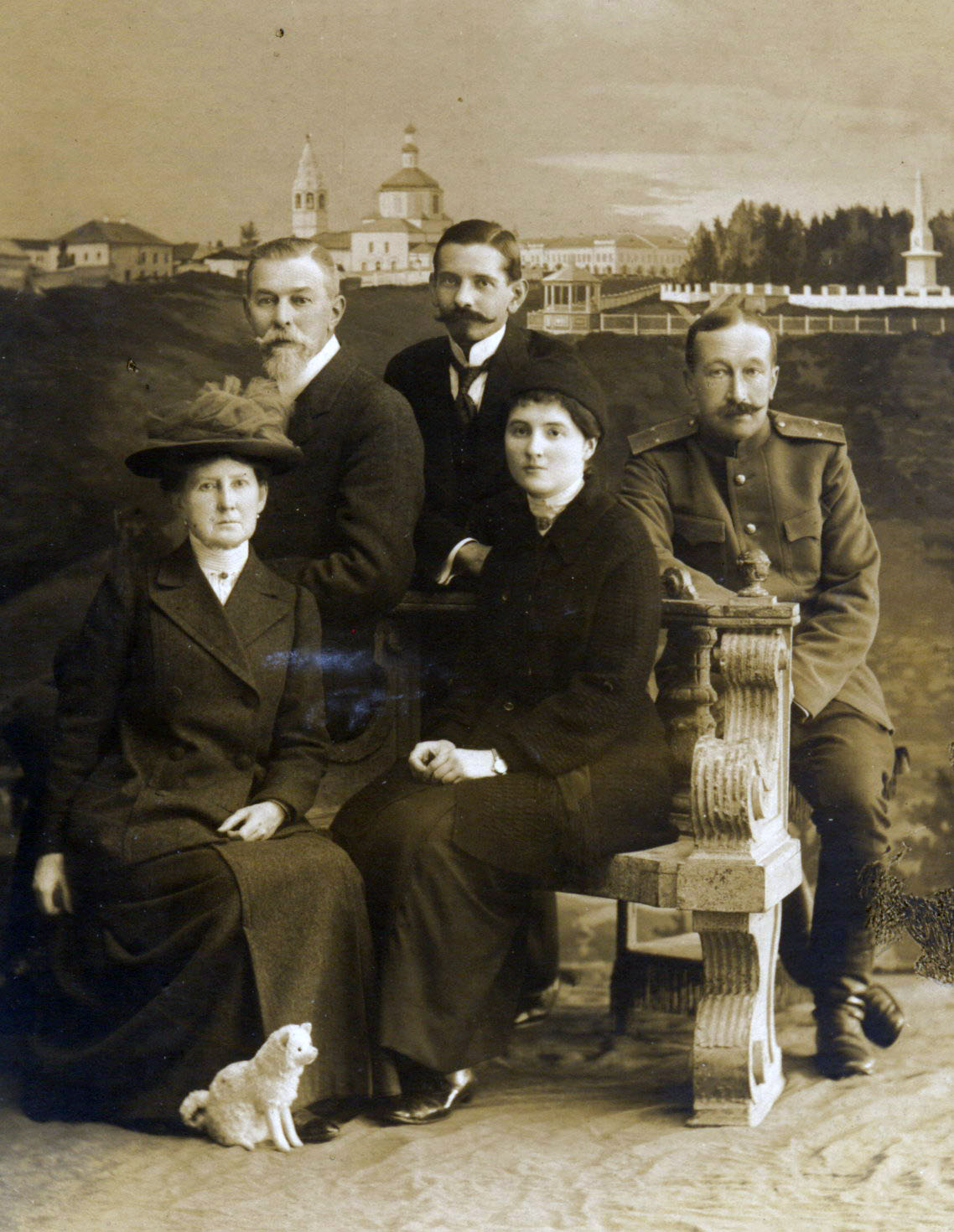
Il principe Vasilij Dolgorukov (a destra) con la contessa Anastasija Gendrikova, Pierre Gilliard, il conte Il'ja Tatiščev e Ekaterina Šnejder

Vasilij Aleksandrovič Dolgorukov era nato nel 1868 a Karlsruhe, in Germania, figlio del principe Aleksandr Vasil'evič Dolgorukov e di sua moglie, la principessa Marija Sergeevna.
Il giovane Dolgorukov intraprese la carriera militare come da tradizione nella sua famiglia, e dal 1907, col grado di colonnello, venne inserito nell'entourage della corte come aiutante di campo dello zar; nel 1912 venne promosso al rango di maggiore generale e nel 1914 comandante del reggimento di cavalleria della Guardia Imperiale, la guardia personale dello zar. Durante la prima guerra mondiale venne nominato "maresciallo della corte imperiale. In questa posizione, assistette il patrigno conte Pavel von Benckendorff, come consigliere militare dello zar. Profondamente devoto allo zar, il 14 agosto 1917 decise volontariamente di accompagnare la famiglia imperiale in prigionia a Tobol'sk. Si separò dal resto della famiglia imperiale che venne trasferita a Ekaterinburg.
A Dolgorukov venne inizialmente concesso di rimanere in città al suo arrivo alla fine di aprile, ma venne poi arrestato dalla čeka, la polizia segreta del governo sovietico, assieme al conte Il'ja Tatiščev, con l'accusa di essere "nemici della rivoluzione socialista", dopo che nei suoi alloggiamenti vennero trovate delle mappe con fiumi e strade della regione. Nel corso della sua prigionia, Dolgorukov fece costantemente pressione sul consolato britannico a Ekaterinburg perché aiutasse la famiglia imperiale, facendo uscire clandestinamente dei messaggi scritti a matita dalla sua cella. Scoperto ed accusato di complottare per far evadere la famiglia imperiale, Dolgorukov venne portato con il conte Tatiščev presso il cimitero di Ivanovskoe il 10 luglio e lì vennero uccisi con un colpo alla nuca e sepolti in una fossa. L'esecutore materiale dell'assassinio fu Grigorij Nikulin, assistente di Jakov Michajlovič Jurovskij, uomini che pochi giorni dopo giustiziarono la famiglia imperiale russa. I corpi di Dolgorukov e Tatiščev non sono mai stati ritrovati.
Il 31 ottobre 1981, la chiesa ortodossa russa fuori dalla Russia canonizzò il principe come santo martire, canonizzazione non però riconosciuta dalla chiesa russa tradizionale.